# 요판 인쇄

판을 오목하게 깎아낸다. 이 그림은 설명을 위해 과장된 것으로, 실제 인쇄시에는 밀리미터 단위로 얇을 수도 있다.

판을 잉크로 덮는다

판 표면의 잉크는 제거되었지만 오목한 부분의 잉크는 남아있다.

판 위에 종이를 올리고 누른다.

판의 오목 안에 있던 잉크는 종이로 옮겨가게 된다.

요판 인쇄(凹版印刷) 또는 오목판 인쇄는 석판 인쇄, 활판 인쇄와 함께 대표적인 인쇄 기법 중 하나이다. 찍어내고자 하는 부분만을 파낸 후 (즉 음각) 그 홈에만 잉크를 남겨 찍어내는 방식이다. 에칭 등이 대표적인 요판인쇄이다.

## 같이 보기
- 그라비어 윤전기